# Паспорт гражданина Ямайки
Паспорт гражданина Ямайки - документ, который выдаётся гражданам Ямайки, для совершения поездок за границу.

## Внешний вид и содержание
Обложка паспорта бордового цвета с гербом Ямайки по центру и надписями JAMAICA (Ямайка) вверху, PASSPORT (паспорт) внизу.
Паспорта нового образца (с 2001 года) с машиносчитывающеся зоной.
Содержат такую информацию о владельце:
- Фамилия
- Имя
- Национальность
- Дата выпуска/ срок действия
- Дата рождения владельца